# Xalan
Xalan ist ein XSLT-Prozessor der Apache Software Foundation. Er transformiert XML-Dateien mithilfe von XSLT-Stylesheets (z. B. in XHTML oder Text).
Xalan ist als Java-Version (Xalan-J) und als C++-Version (Xalan-C) erhältlich. Die Java-Variante implementiert die standardisierte Schnittstelle Java API for XML Processing (JAXP), die Teil der Jakarta EE sowie ab Version 1.4 auch der Java Platform, Standard Edition (JSE) ist.
Xalan diente auch als Vorlage für eine von Sun Microsystems angepasste Variante (com.sun.org.apache.xalan), die als XSLT-Implementierung in deren Java-Laufzeitumgebung enthalten ist. Zuvor war es bereits in den am meisten verbreiteten Java-Applikationsservern enthalten, beispielsweise in IBM Websphere und WildFly.
Release 2.7.1 von Xalan unterstützt die W3C-Standards XSLT 1.0 und XPath 1.0. Deren Nachfolger XSLT 2.0 und XPath 2.0 werden von Xalan nicht unterstützt (Stand Oktober 2024).

## Geschichte
Version 1.0.0 von Xalan wurde im März 2000 veröffentlicht.
Xalan wurde ursprünglich von Scott Boag bei IBM unter dem Namen LotusXSL entwickelt, dann als Unterprojekt des Apache XML Project als Open Source freigegeben und ist seit Oktober 2004 ein eigenständiges Projekt der Apache Software Foundation.